# Tauno Mustanoja
Tauno Frans Mustanoja (hette till 1945 Salminen), född 30 mars 1912 i Tammerfors, död 1996 i Helsingfors, var en finsk språkvetare.
Han var från 1961 till 1975 professor i engelsk filologi vid Helsingfors universitet. Från 1947 var han redaktör för Neuphilologische Mitteilungen-serien. Han har studerat framför allt den medelengelska perioden, och hans omfattande produktion omfattar urkundspublikationer och studier i satslära. 